# Kanakinumab
Kanakinumab (nazwa handlowa Ilaris, wcześniej znany jako ACZ885) – ludzkie przeciwciało monoklonalne rozpoznające interleukinę 1β. Stosowany jako lek w niektórych chorobach autoimmunologicznych. Nie wykazuje zdolności do wywoływania reakcji krzyżowych z innymi interleukinami z rodziny interleukiny 1, włącznie z interleukiną 1α.

## Wskazania
Kanakinumab został zatwierdzony w czerwcu 2009 przez amerykańską Agencję Żywności i Leków oraz w październiku 2009 przez Europejską Agencję Leków jako lek do stosowania w okresowych zespołach zależnych od kriopiryny (CAPS, od ang. cryopyrin-associated periodic syndrome). Termin CAPS odnosi się do grupy chorób autoimmunologicznych, a mianowicie rodzinnego zespołu autoimmunologicznego indukowanego zimnem (FCAS), zespołu Muckle’a-Wellsa i wieloukładowej choroby zapalnej o początku w okresie noworodkowym (NOMID).
Lek został opracowany przez firmę Novartis w celu leczenia reumatoidalnego zapalenia stawów, jednak badań nie zdołano ukończyć do października 2009. W 2008 substancja była poddawana badaniom klinicznym I fazy odnośnie zastosowania w leczeniu przewlekłej obturacyjnej choroby płuc, dny moczanowej i choroby wieńcowej.
Wydane w 2013 roku Europejskie publiczne sprawozdanie oceniające (EPAR) dotyczące leku Ilaris dopuszcza jego zastosowanie poza zespołami z grupy CAPS w:
- uogólnionym młodzieńczym idiopatycznym zapaleniu stawów (SIJA, od ang. systemic juvenile idiopathic arthritis)
- ostrym dnawym zapaleniu stawów[8].

## Działanie
U pacjentów z CAPS i SIJA kanakinumab ogranicza stan zapalny poprzez wiązanie produkowanej w nadmiarze prozapalnej interleukiny 1β. Natomiast w ostrym dnawym zapaleniu stawów gromadzące się złogi kryształów moczanów w stawach powodują w następstwie wzrost stężenia interleukiny 1β. Związanie interleukiny przez kanakinumab pozwala ograniczyć objawy zapalne towarzyszące chorobie.